# Martin Luther Kingpark
Het Martin Luther Kingpark is een stadspark in Amsterdam-Zuid.

## Geschiedenis en ligging
Het park ligt tussen de Amstel en de Rivierenbuurt. Het park werd in 1968 vernoemd naar de dat jaar vermoorde Amerikaanse predikant Martin Luther King. Vanaf 1949 heette het Amstelpark, een naam die in 1971 werd gegeven aan het huidige Amstelpark in Buitenveldert.
Het park werd in 1990 ingedeeld bij stadsdeel Rivierenbuurt, tussen 1998 en 2010 was dit ZuiderAmstel. Sinds 2010 behoort het tot stadsdeel Zuid. In het park wordt sinds 1990 jaarlijks de Parade gehouden. Vanaf 2005 onderging het park een grote opknapbeurt, net als in 2018/2019.

## Kunst
In het park is in de loop der jaren een aantal uitingen van kunst in de openbare ruimte verschenen:
- De Engel van Willem Reijers; een beeld uit 1949, dat eerst in het Amstelpark stond en vanaf 2005 in het Martin Luther Kingpark
- Een titelloos werk van Dirk Müller uit 1976, ten westen van de Utrechtsebrug
- zitelementen dan wel sierstenen, datering onbekend
- een freerunningtoestel uit 2014 en ongedateerde muurschildering in de onderdoorgang van de Utrechtsebrug
- in januari 2020 werd er door kunstenaar Airco Caravan een standbeeldje van Martin Luther King illegaal geplaatst en nadien gedoogd.[1]

## Afbeeldingen

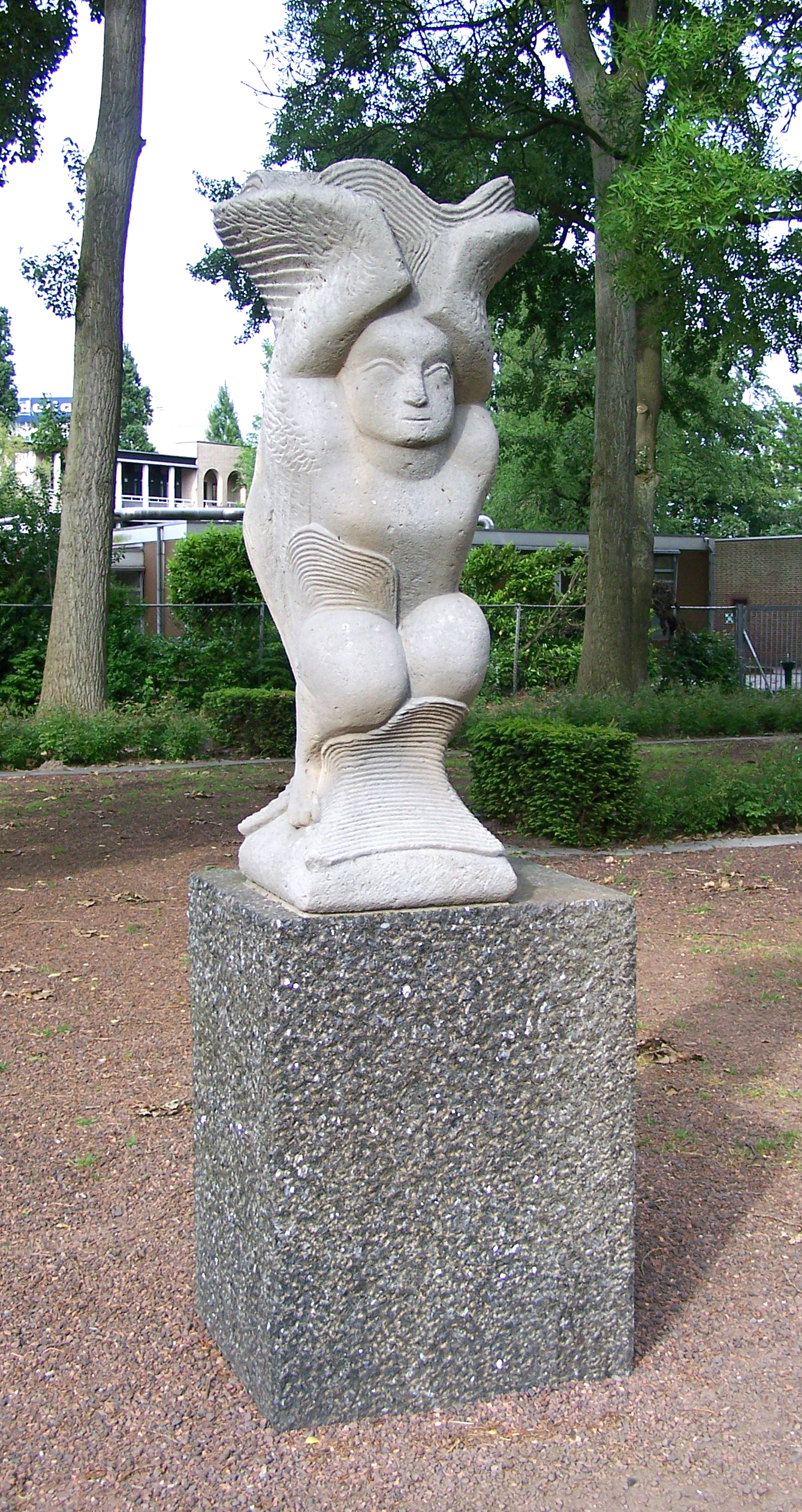
Engel van Willem Reijers (2009)
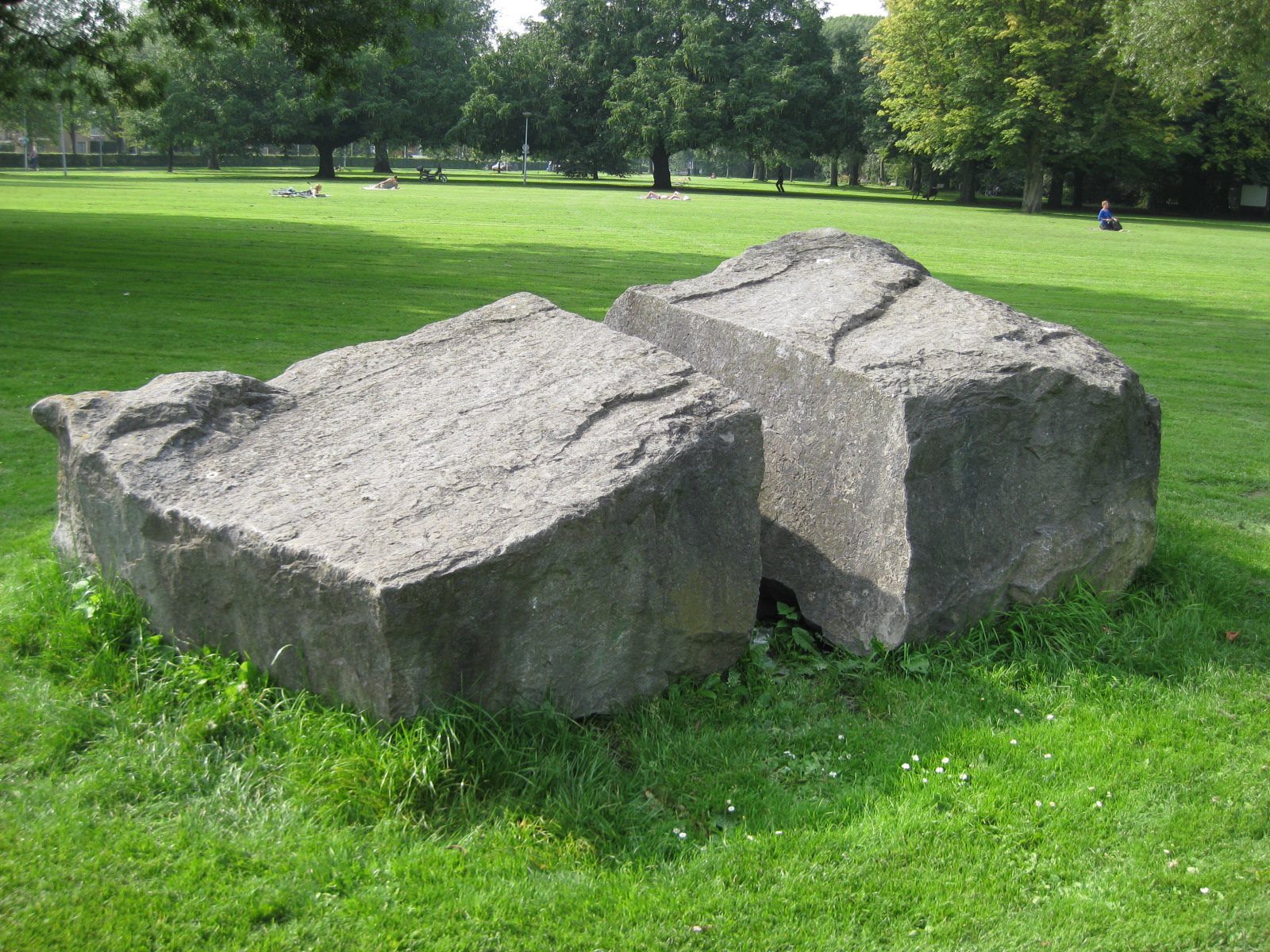
Steenplastiek (2011)
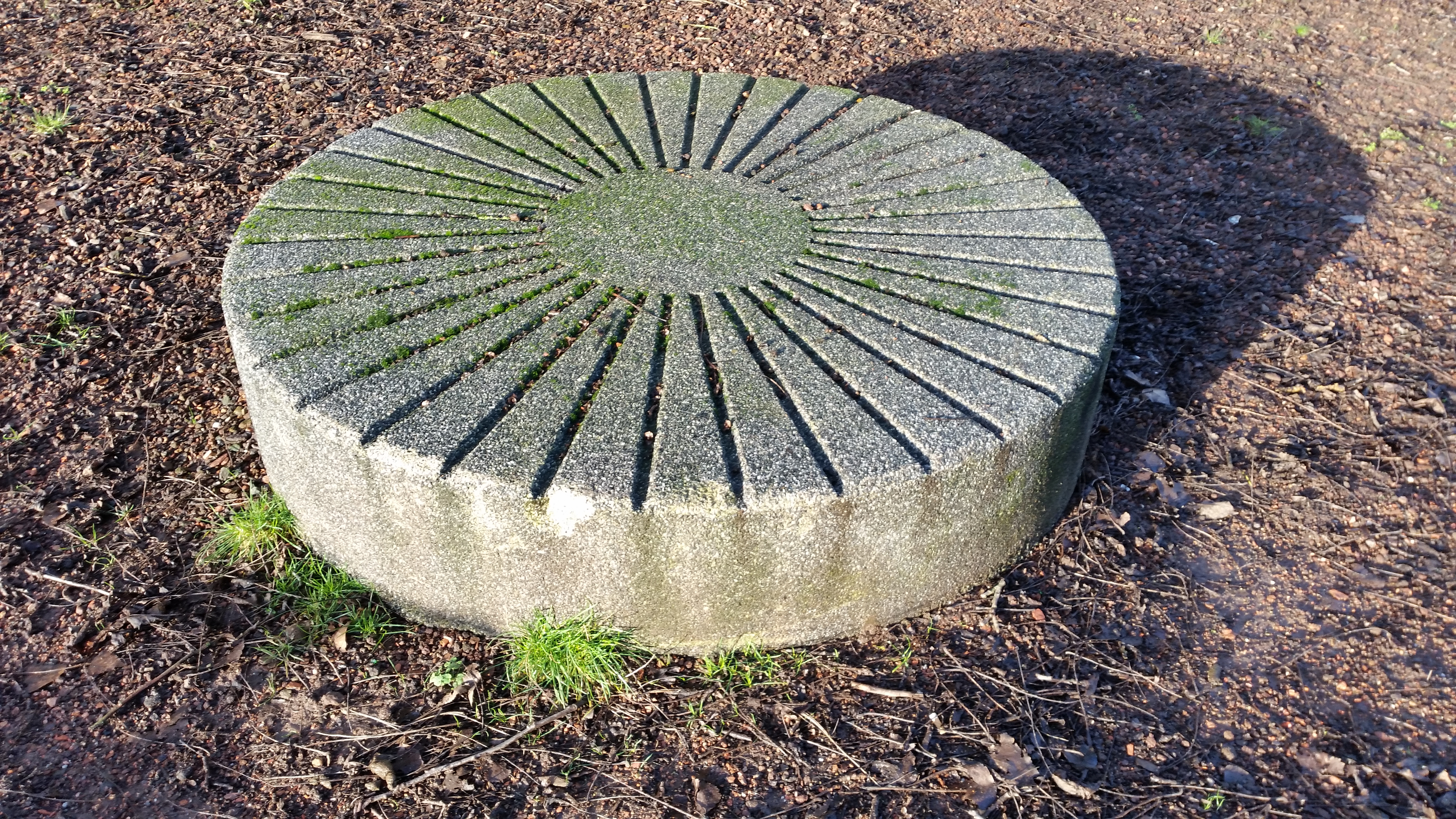
Zitelement (januari 2020)
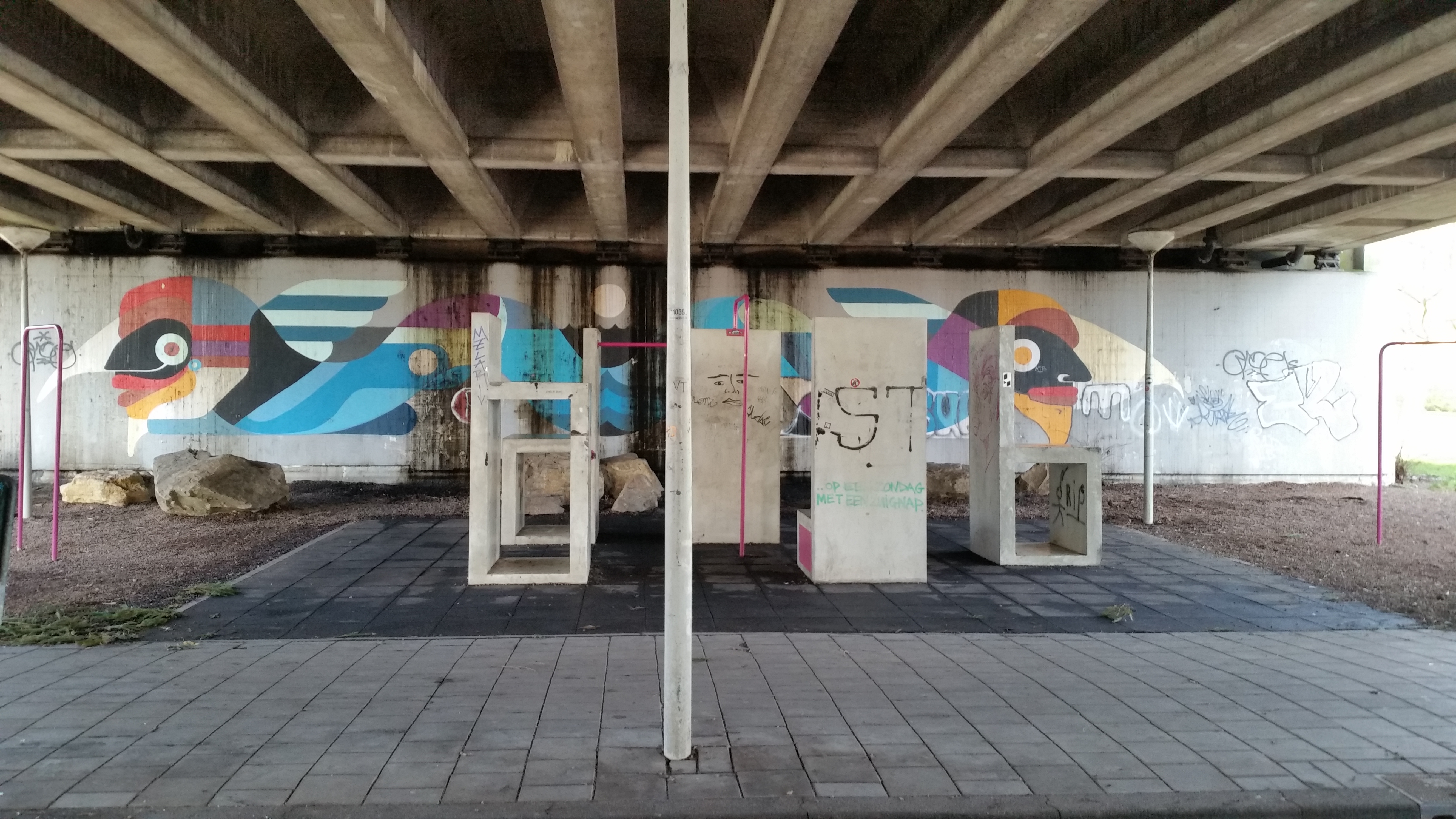
Freerunningtoestel en muurschildering (januari 2020)